# Sensai koji
Sensai koji (戦災孤児） is het Japanse woord voor 'oorlogsweeskinderen'.
Als gevolg van de beurskrach op Wall Street waaide er in 1930 een recessie uit de Verenigde Staten over naar Japan. De Japanse militairen, die het voorbije decennia bij een groot deel van het Japanse volk enorm in aanzien waren gestegen, speelden daar handig op in. Om het land uit de economische crisis te halen en nog meer aan populariteit te winnen, besloten zij in 1931 tot de verovering van Mantsjoerije. De bezetting van Mantsjoerije bood zich tevens aan als de ideale oplossing voor de enorme bevolkingsgroei waarmee Japan te kampen had. Sommige Japanners die aan de economische crisis poogden te ontsnappen, verlangden ernaar hun geluk in het buitenland te kunnen beproeven en zij ontvingen deze annexatie dan ook met grote opluchting in dank.
De incorporatie van Mantsjoerije versterkte Japans positie in Azië en stimuleerde de zucht naar verdere expansie op het Aziatisch continent. Dit leidde onvermijdelijk tot de Tweede Chinees-Japanse Oorlog, even later gevolgd door de Pacifische Oorlog die de Verenigde Staten wisten te beëindigen door twee atoombommen op Japan te lossen. Toen Japan in 1945 capituleerde, bleven pakweg 2800 Japanse weeskinderen achter in het noordoosten van China. Op het Japanse archipel zelf wemelden de belangrijkste steden van de weeskinderen wier ouders waren omgekomen tijdens de talrijke luchtoffensieven - hiertoe dient men de atoomaanvallen uiteraard mee te rekenen - van de VS-luchtmacht.

## Etymologie
'Sensai' （戦災） en 'koji' （孤児） betekenen respectievelijk 'oorlogsschade' en 'weeskind'. In het algemeen duidt 'sensai koji' dus alle oorlogsweeskinderen aan. Daarbij wordt het woord vaak gebruikt om te verwijzen naar de Japanse migrantenkinderen van dertienjarige leeftijd of jonger die na de Tweede Wereldoorlog door hun ouders, op aanraden van de Japanse overheid, in China werden achtergelaten. Het noemt natuurlijk ook de Japanse migrantenkinderen waarvan de ouders waren overleden in het chaotische naoorlogse China van 1945.

## Situatie na de Tweede Wereldoorlog

### Opvang

#### In Japan
De weeskinderen in Japan, zo ook de atoomslachtoffers, werden ingekwartierd in kampen, maar velen onder hen stierven door radiatie of acute ondervoeding.
Salesianen namen ook kinderen onder hun vleugel en richtten in Nakatsu en Tōkyō twee weeshuizen op.

#### In China
90% van de sensai koji die waren achtergebleven in het noordoosten van China en Binnen-Mongolië werden opgevangen door Chinese adoptiefouders. Deze pleeggezinnen leefden doorgaans afgezonderd op het platteland. Voorts genoten zij zelden een stabiel inkomen.
De Japanse media benadrukten maar al te graag de erbarmelijke omstandigheden waarin hun verloren zonen en dochters verkeerden om de publieke opinie af te leiden. Alzo trachtten zij de geruchten omtrent de schuld van de Japanse overheid te doen vergeten. Over de goede zorg waarmee Chinese adoptieouders Japanse weeskinderen grootbrachten, werd natuurlijk zo min mogelijk gerept.
Nadat de diplomatische betrekkingen tussen Tōkyō en Peking in 1972 hersteld waren, lanceerde Japan in de vroege jaren 80 een programma om de oorlogswezen te helpen bij het zoeken naar verwanten en om hen assistentie te verschaffen bij hun vestiging in Japan. Overigens dient men te weten dat het land destijds een ongekende economische groei kende en dus extra werkkrachten best kon gebruiken.
Onder dit programma keerden de Japanse oorlogswezen uit China massaal terug naar hun vaderland. Doch slechts een minderheid onder deze repatrianten kon Japans spreken. Derhalve maakten zij weinig kans op een vaste baan. Anderen werden bovendien zelfs gemeden door hun eigen verwanten. Voor de meesten bleek de lang verhoopte repatriëring dus een enorme teleurstelling.
Volgens het Japanse Ministerie van Gezondheid, Arbeid en Welzijn zouden 2476 weeskinderen tegen augustus 2004 zijn teruggekeerd.

### Sociaal statuut
Een gerepatrieerd oorlogswees ontvangt van de sociale bijstand anno 2003 een maandelijks bedrag van 20 à 30.000 yen, wat gelijkstaat met een tiende van de gemiddelde kosten van levensonderhoud voor een alleenstaande persoon in Tōkyō.
Zolang een sensai koji in China leeft, wordt hij door zijn landgenoten in het vaderland beschouwd als een slachtoffer van de nationale schuld, iemand voor wie men niets anders dan sympathie kan opbrengen. Een dergelijke persoon wordt ook met veel compassie een "chūgoku zanryū koji" （中国残留孤児) genoemd, wat zoveel betekent als "wees die (ocharme) in China is achtergebleven". Zodra dezelfde persoon zich settelt in Japan, verliest hij meteen het aandoenlijke etiket dat hem werd opgeplakt. Nog louter aanzien als een volwassen Japanner die zijn taal niet goed beheerst, wordt hij zonder meer bestempeld als een "domme Japanner". Zulke attitudes hebben een grote struikelblok gevormd in de pogingen van de repatrianten om zich aan te passen aan de Japanse maatschappij.

### Acties
Op 4 oktober 2004 spanden meer dan 100 repatrianten een proces aan tegen de Japanse regering. Elk van hen vroeg om een vergoeding van 33 miljoen yen ter compensatie van de gebrekkige steun die hen werd toegekend bij hun terugkomst. Tevens waren zij van mening dat de Japanse overheid niet snel genoeg had gehandeld om hun repatriëring te bewerkstelligen. Zij verwachtten dat de regering van Tōkyō zijn verantwoordelijkheden zou opnemen voor het feit dat vele Japanse gezinnen, bij de overgave van Japan na de Tweede Wereldoorlog, hun eigen kinderen hadden achtergelaten om te vluchten uit China. Het was nu eenmaal bekend dat de Japanse overheid zelf de vluchtelingen daartoe had aangespoord.
In de maand juli van 2005 besloot het gerechtshof van Ōsaka dat de regering de vroegere sensai koji geen hulp hoefde te verschaffen in hun wanhopige pogingen om financiële onafhankelijkheid te verwerven. Deze vonnis betrof 32 van de 111 repatrianten die de zaak in 2003 aanhangig hadden gemaakt. De aanklagers lieten echter weten dat zij op deze beslissing in beroep zouden gaan en dat zij zouden blijven vechten voor hun rechten.
Tegen oktober 2004 lagen in totaal 1862 teruggekeerde oorlogswezen in proces met de Japanse overheid. Dit kwam overeen met zowat 75% van de repatrianten. Dergelijke processen hebben plaatsgevonden in 12 verschillende arrondissementsrechtbanken, waaronder die van Tōkyō, Nagoya, Kyōto, Nara en Hiroshima.

## Fictie

### Animatiefilm
- Takahata Isao. Hotaru no haka. Studio Ghibli, Tōhō, 1988. Een adaptatie van het gelijknamige boek.

### Film
- Shimizu Hiroshi. Hachi No Su No Kodomotachi. Beehive Films, 1948. Tien weeskinderen uit verschillende Japanse steden ontmoeten een gerepatrieerde soldaat die eveneens ouderloos is. Ze doorkruisen het land tezamen en begeven zich naar het weeshuis waar de soldaat is opgegroeid.